# گلسنگ‌های گوگردی
گلسنگ‌های گوگردی (نام علمی: Chrysothrix) نام یک سرده از خانواده گوگردی‌گلسنگان است.